# Armée de terre
L'Armée de terre ("Esercito di terra") è una delle quattro componenti delle forze armate francesi. Come le altre tre forze (Marine nationale, Armée de l'air e Gendarmerie nationale), è posta sotto responsabilità del governo francese.
Operativamente, le unità dell'esercito sono sotto l'autorità del Capo di stato maggiore delle forze armate (chef d'état-major des armées, CEMA). Il Capo di stato maggiore dell'esercito (Chef d'état-major de l'armée de terre) è responsabile davanti al CEMA e al Ministro della difesa, dell'organizzazione, della preparazione, dell'uso delle sue forze, nonché della pianificazione e programmazione dei suoi mezzi, delle apparecchiature e delle attrezzature future.
Tutti i soldati sono considerati professionisti in seguito alla sospensione della coscrizione, votata in parlamento nel 1997 e resa effettiva nel 2001.
A partire dal 2017, l'esercito francese impiega 117 000 persone (tra cui la legione straniera francese e i vigili del fuoco di Parigi). Inoltre, l'elemento di riserva dell'esercito francese è costituito da 15 453 membri del personale della Riserva operativa.
Nel 1999 l'esercito ha pubblicato il Codice del soldato francese, che comprende le ingiunzioni:
(Le code du soldat)

## Storia

### Storia antica

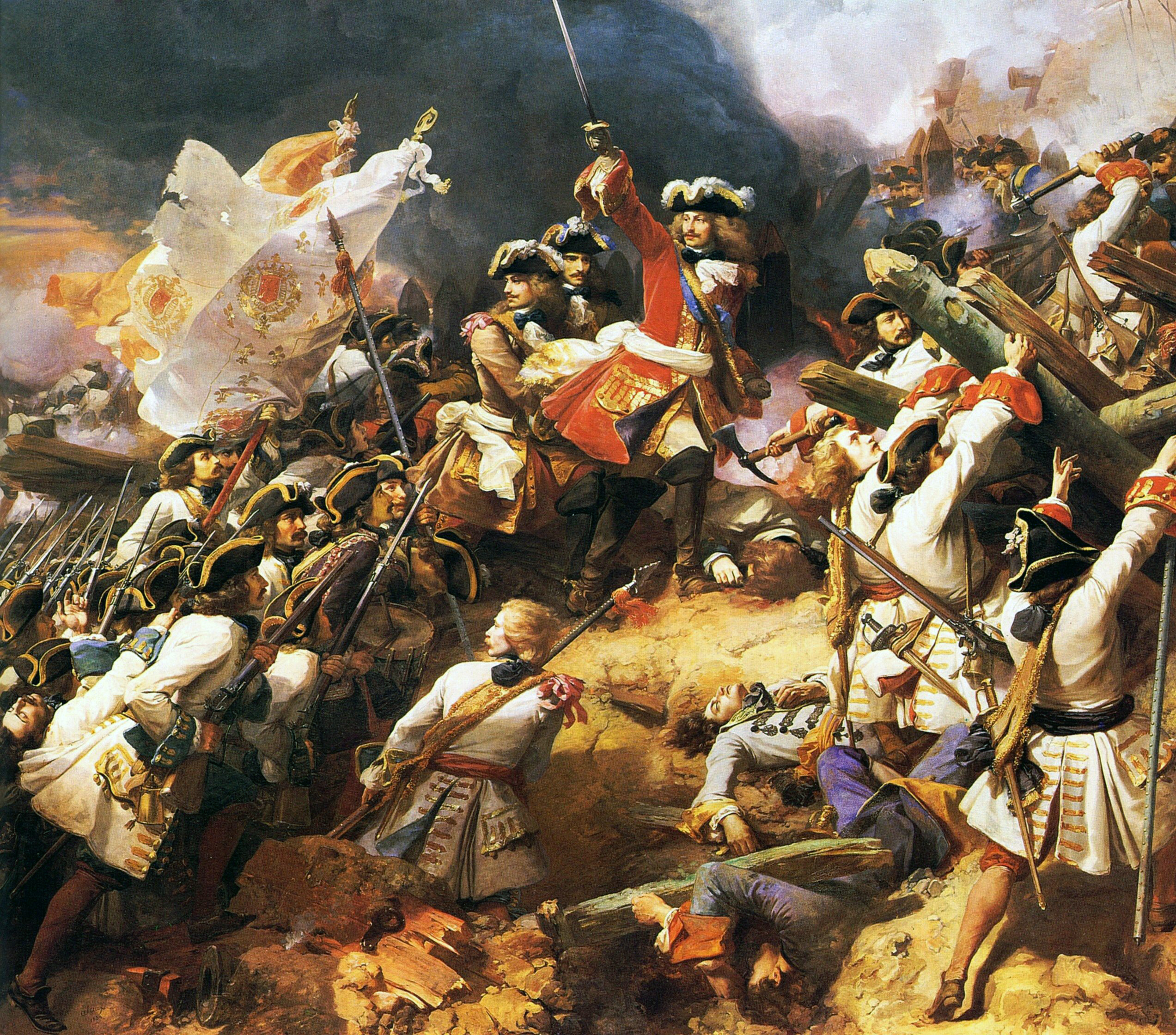
L'Armée royale française nella battaglia di Denain (1712)

Il primo esercito permanente, pagato con salari regolari, invece degli arruolamenti feudali, venne istituito sotto Carlo VII tra il 1420 e il 1430. I re di Francia avevano bisogno di truppe affidabili durante e dopo la guerra dei cent'anni. Le unità di soldati vennero arruolate emettendo ordinanze per regolarne la durata del servizio, la composizione e il pagamento. Le Compagnie d'ordonnance formarono il nucleo della cavalleria gendarme nel XVI secolo. Erano di stanza in tutta la Francia e convocate in armate più grandi, se necessario. C'erano anche disposizioni per unità di "arcieri franchi" e fanti arruolati dalle classi non nobili, ma le unità venivano sciolte al termine della guerra.
La maggior parte della fanteria per la guerra era ancora fornita da milizie urbane o provinciali, arruolate da un'area o da una città per combattere a livello locale e nominate secondo il loro territorio di reclutamento. A poco a poco, le unità divennero più permanenti e, nel 1480, vennero reclutati istruttori svizzeri e alcune delle "Bande" (Milizia) vennero unite per formare "Legioni" temporanee di un massimo di 9000 uomini. Gli uomini sarebbero stati pagati, avrebbero ricevuto un contratto ed un addestramento.
Enrico II regolarizzò ulteriormente l'esercito francese formando reggimenti di fanteria permanenti per sostituire la struttura della Milizia. I primi di essi (Régiments de Picardie, Piémont, Navarre e Champagne) vennero denominati Les Vieux Corps (I Vecchi Corpi). Era prassi normale sciogliere i reggimenti dopo la fine della guerra come misura di risparmio dei costi con il Vieux Corps e le truppe personali del re, ma la Maison du Roi fu l'unica sopravvissuta.
I reggimenti potevano essere reclutati direttamente dal re e così chiamati dalla regione in cui erano stati arruolati o dalla nobiltà e così chiamati dal nobile o dal suo colonnello nominato. Quando Luigi XIII salì al trono, sciolse la maggior parte dei reggimenti esistenti, lasciando solo i Vieux e una manciata di altri, che divennero noti come Petite Vieux e ottennero anche il privilegio di non essere sciolti dopo una guerra.

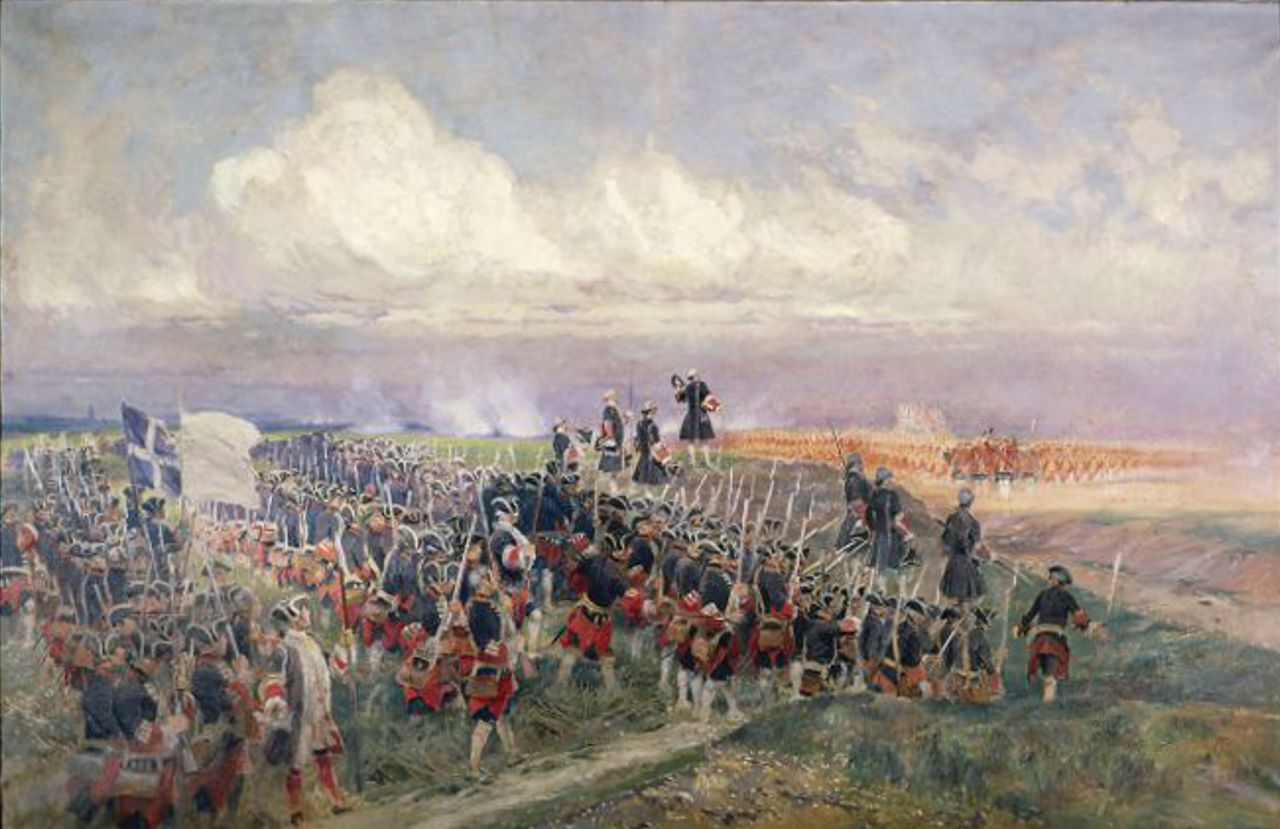
Le Gardes françaises nella battaglia di Fontenoy (1745)

Nel 1684 vi fu un'importante riorganizzazione della fanteria francese e un'altra nel 1701 per adeguarsi ai piani di Luigi XIV e alla guerra di successione spagnola. Il rimpasto creò molti degli attuali reggimenti dell'esercito francese e standardizzò il loro equipaggiamento e le loro tattiche. L'esercito del Re Sole tendeva a indossare giacche grigio-bianche con fodere colorate. Ci furono eccezioni e le truppe straniere, reclutate dall'esterno della Francia, indossavano giacche rosse (svizzeri, irlandesi, ecc.) o blu (tedeschi, scozzesi ecc.) mentre le guardie francesi indossavano giacche blu. Oltre ai reggimenti di linea, la Maison du Roi fornì diverse unità d'élite, le guardie svizzere, le guardie francesi e i reggimenti dei moschettieri erano le più famose. La fanteria francese di linea Les Blancs, rivestita di bianco/grigio, con i suoi moschetti Charleville era un temuto nemico sui campi di battaglia del XVII e XVIII secolo, combattendo nella guerra dei nove anni, nelle guerre di successione spagnola e austriaca, nella guerra dei sette anni e nella rivoluzione americana.

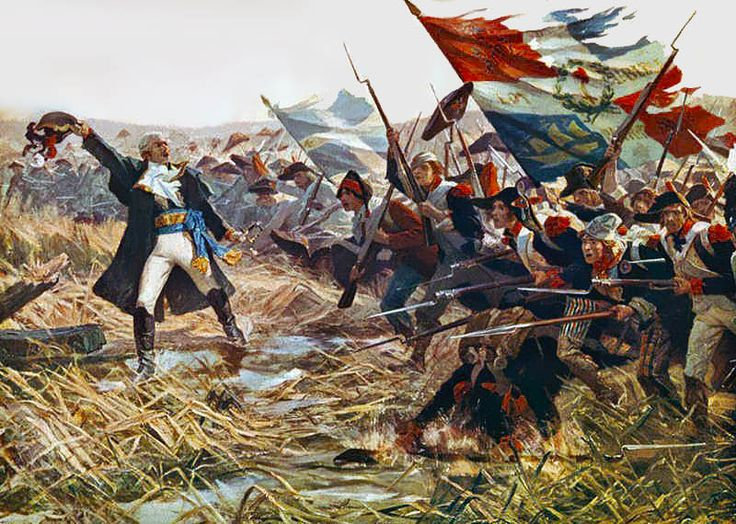
L'esercito rivoluzionario francese nella battaglia di Jemappes (1792)

La rivoluzione divise l'esercito, con la massa principale che perse la maggior parte dei suoi ufficiali a causa della fuga aristocratica o della ghigliottina e divenne demoralizzata e inefficace. La guardia francese si unì alla rivolta e le guardie svizzere vennero massacrate durante l'assalto al palazzo delle Tuileries. I resti dell'esercito reale vennero poi uniti alle milizie rivoluzionarie conosciute come sans-culottes e alla "Guardia nazionale", una milizia più borghese e forza di polizia, per formare l'esercito rivoluzionario francese.
Dal 1792, l'esercito rivoluzionario francese combatté contro varie combinazioni di potenze europee: facendo inizialmente affidamento su grandi numeri e tattiche di base, venne sconfitto sanguinosamente ma sopravvisse e prima respinse i suoi avversari dal suolo francese, poi conquistò diversi paesi creando stati clienti. Sotto Napoleone I, l'esercito francese conquistò gran parte dell'Europa durante le guerre napoleoniche. Professionalizzando di nuovo le forze rivoluzionarie e usando colonne di attacco con supporto di artiglieria pesante e sciami di cavalleria da inseguimento, l'esercito francese sotto Napoleone e i suoi marescialli fu in grado di reprimere e distruggere ripetutamente gli eserciti alleati fino al 1812. Napoleone introdusse il concetto dei corpi d'armata, ognuno un'armata tradizionale "in miniatura" che consentiva alla forza da campagna di essere suddivisa su diverse linee di marcia e di ricongiungersi o di operare in modo indipendente. La Grande Armée operava cercando una battaglia decisiva con ogni esercito nemico e poi distruggendoli in dettaglio prima di occupare rapidamente il territorio e forzare una pace.
Nel 1812 Napoleone marciò su Mosca, cercando di rimuovere l'influenza russa dall'Europa orientale e proteggere le frontiere del suo impero e dei suoi stati clienti. Inizialmente la campagna andò bene, ma le vaste distanze della steppa russa e il freddo inverno costrinsero il suo esercito in una caotica ritirata, preda d'incursioni ed inseguimenti russi. La Grande Armata della campagna del 1812 non poteva essere sostituita e con l'"ulcera" della guerra d'indipendenza spagnola contro la Gran Bretagna ed il Portogallo in Spagna, l'esercito francese era a corto di truppe addestrate ed il personale francese era quasi esaurito. Dopo l'abdicazione e il ritorno di Napoleone, interrotto da un'alleanza anglo-olandese e prussiana a Waterloo, l'esercito francese venne riportato sotto la restaurata monarchia borbonica. La struttura rimase sostanzialmente invariata e molti ufficiali dell'Impero mantennero le loro posizioni.

### Il lungo XIX secolo e il secondo impero
La restaurazione borbonica è stata un periodo d'instabilità politica con il paese costantemente sull'orlo della violenza politica.

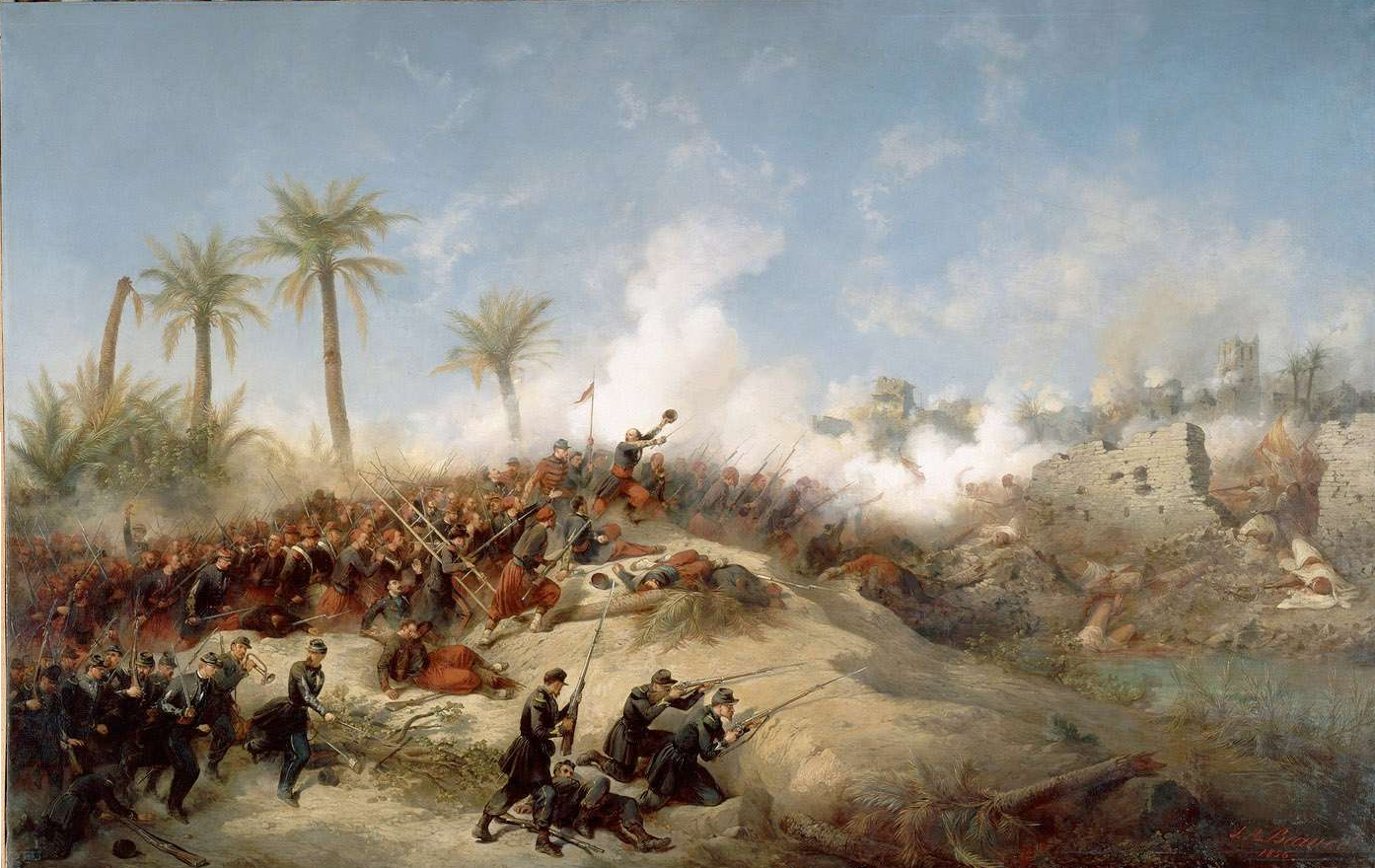
La conquista dell'Algeria

L'esercito s'impegnò nella restaurazione dell'assolutismo monarchico spagnolo nel 1824. Raggiunse i suoi obiettivi in sei mesi, ma non si ritirò completamente fino al 1828. Rispetto alla precedente invasione napoleonica, questa spedizione ebbe successo e fu rapida.
Approfittando della debolezza del bey di Algeri, la Francia l'invase nel 1830 e superò di nuovo rapidamente la resistenza iniziale. Il governo francese annesse formalmente l'Algeria ma ci vollero quasi 45 anni per pacificare completamente il paese. Questo periodo della storia francese vide la creazione dell'Armée d'Afrique, che includeva la Legione straniera francese. L'esercito indossava ora giacche blu scuro e pantaloni rossi, che avrebbe conservato fino alla prima guerra mondiale.
La notizia della caduta di Algeri aveva appena raggiunto Parigi nel 1830, quando la monarchia borbonica venne rovesciata e sostituita dalla monarchia costituzionale d'Orleans. Durante la rivoluzione di luglio del 1830, la folla parigina si dimostrò troppo forte per le truppe della Maison du Roi e il corpo principale dell'esercito francese, solidale con la folla, non venne coinvolto pesantemente.
Nel 1848 un'ondata di rivoluzioni spazzò l'Europa e pose fine alla monarchia francese. L'esercito fu in gran parte non coinvolto nei combattimenti di strada a Parigi che rovesciarono il re, ma più tardi nel corso dell'anno le truppe vennero usate nella soppressione degli elementi più radicali della nuova Repubblica che portarono all'elezione del nipote di Napoleone come presidente.
Il papa era stato costretto a lasciare Roma come parte delle rivoluzioni del 1848, e Luigi Napoleone inviò una forza di spedizione di 14.000 uomini nello Stato Pontificio sotto il generale Nicolas Charles Victor Oudinot per restaurarlo. Alla fine di aprile del 1849 venne sconfitto e respinto da Roma dal corpo di volontari di Giuseppe Garibaldi, ma poi recuperò e riconquistò Roma.
L'esercito francese fu tra i primi al mondo ad essere fornito con fucili Minié, giusto in tempo per la guerra di Crimea contro la Russia, alleata della Gran Bretagna. Questa invenzione diede alla fanteria di linea un'arma con un raggio molto più lungo e una maggiore precisione e avrebbe portato a nuove tattiche flessibili. L'esercito francese era più esperto nelle manovre di massa e nei combattimenti di guerra rispetto agli inglesi e la reputazione dell'esercito francese venne notevolmente migliorata.
Seguirono una serie di spedizioni coloniali e nel 1856 la Francia si unì alla seconda guerra dell'oppio dalla parte britannica contro la Cina, ottenendo concessioni. Le truppe francesi vennero schierate in Italia contro gli austriaci, il primo uso delle ferrovie per il movimento di massa.
L'esercito francese era ora considerato un esempio per gli altri e le missioni militari in Giappone e l'emulazione degli Zuavi francesi in altre forze armate aumentarono questo prestigio. Tuttavia, una spedizione in Messico non riuscì a creare un regime fantoccio stabile.
La Francia venne umiliata dalla sconfitta nella guerra franco-prussiana nel 1870-1871. L'esercito aveva armi di fanteria di gran lunga superiori sotto forma dello Chassepot e un primo tipo di mitragliatrice, ma la sua tattica e l'artiglieria erano inferiori e, consentendo alla forza tedesca d'invasione l'iniziativa, venne rapidamente trattenuta nelle sue città e sconfitta. La perdita di prestigio all'interno dell'esercito portò ad una grande enfasi sull'aggressione e sulle tattiche ravvicinate.

### Inizi del XX secolo

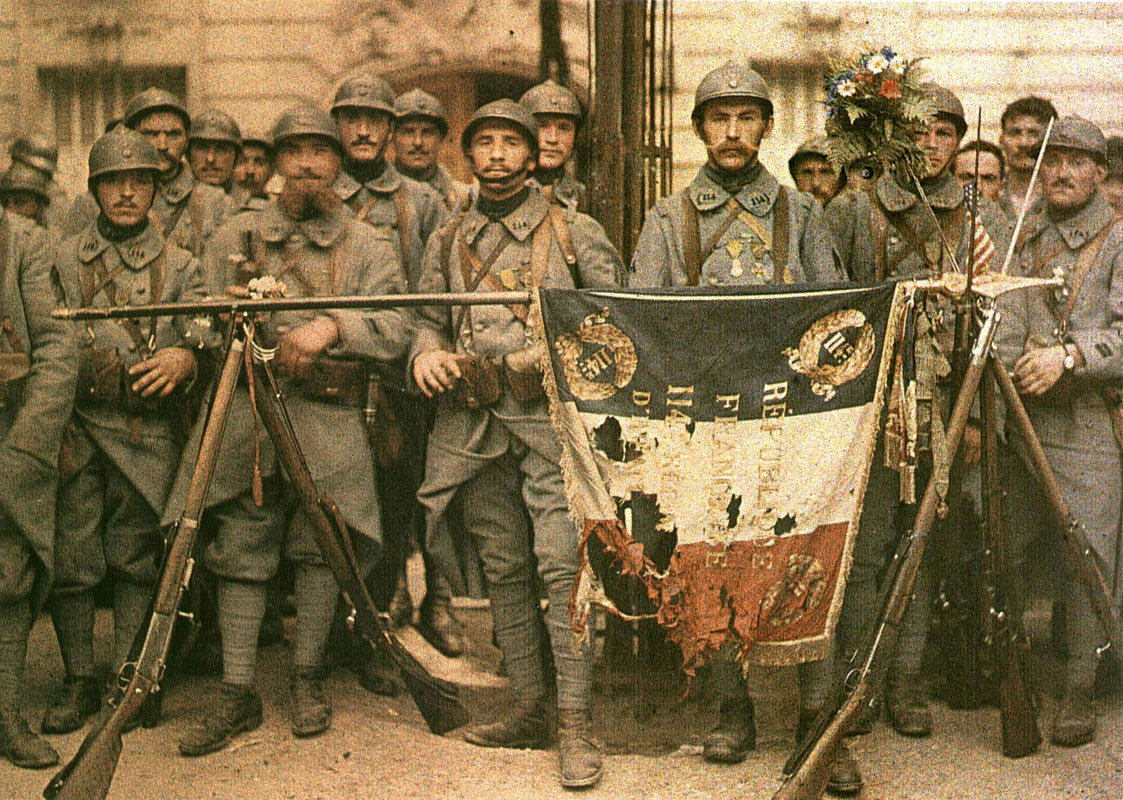
Poilus francesi in posa con la loro bandiera devastata dalla guerra nel 1917, durante la prima guerra mondiale

Nell'agosto 1914, le forze armate francesi contavano 1.300.000 soldati. Durante la Grande guerra, l'esercito francese avrebbe richiamato 8.817.000 uomini, tra cui 900.000 soldati coloniali. Durante la guerra circa 1.397.000 soldati francesi vennero uccisi in azione, principalmente sul fronte occidentale. Sarebbe stato il conflitto più mortale nella storia francese. I generali principali erano: Joseph Joffre, Ferdinand Foch, Charles Mangin, Philippe Pétain, Robert Nivelle, Franchet d'Esperey e Maurice Sarrail (vedi esercito francese nella prima guerra mondiale). All'inizio della guerra, i soldati francesi indossavano ancora l'uniforme della guerra franco-prussiana del 1870, ma l'uniforme non era adatta alle trincee e così nel 1915 l'esercito francese sostituì l'uniforme, con l'elmetto Adrian che sostituiva il képi. Venne adottata un'uniforme con una capote, di colore blu orizzonte applicata alle trincee e un'uniforme per soldati coloniali color cachi.
All'inizio della campagna di Francia l'esercito francese dispiegò 2.240.000 combattenti raggruppati in 94 divisioni (di cui 20 attive e 74 riserviste) dal confine svizzero al Mare del Nord. Questi numeri non includevano l'Armata delle Alpi di fronte all'Italia e i 600.000 uomini dispersi nell'impero coloniale francese. Dopo la sconfitta nel 1940, al regime francese di Vichy venne concesso di trattenere 100-120.000 soldati nella Francia non occupata e forze più grandi nell'impero francese: più di 220.000 in Africa (di cui 140.000 nel Nord Africa francese) e forze nel Mandato della Siria e nell'Indocina francese.

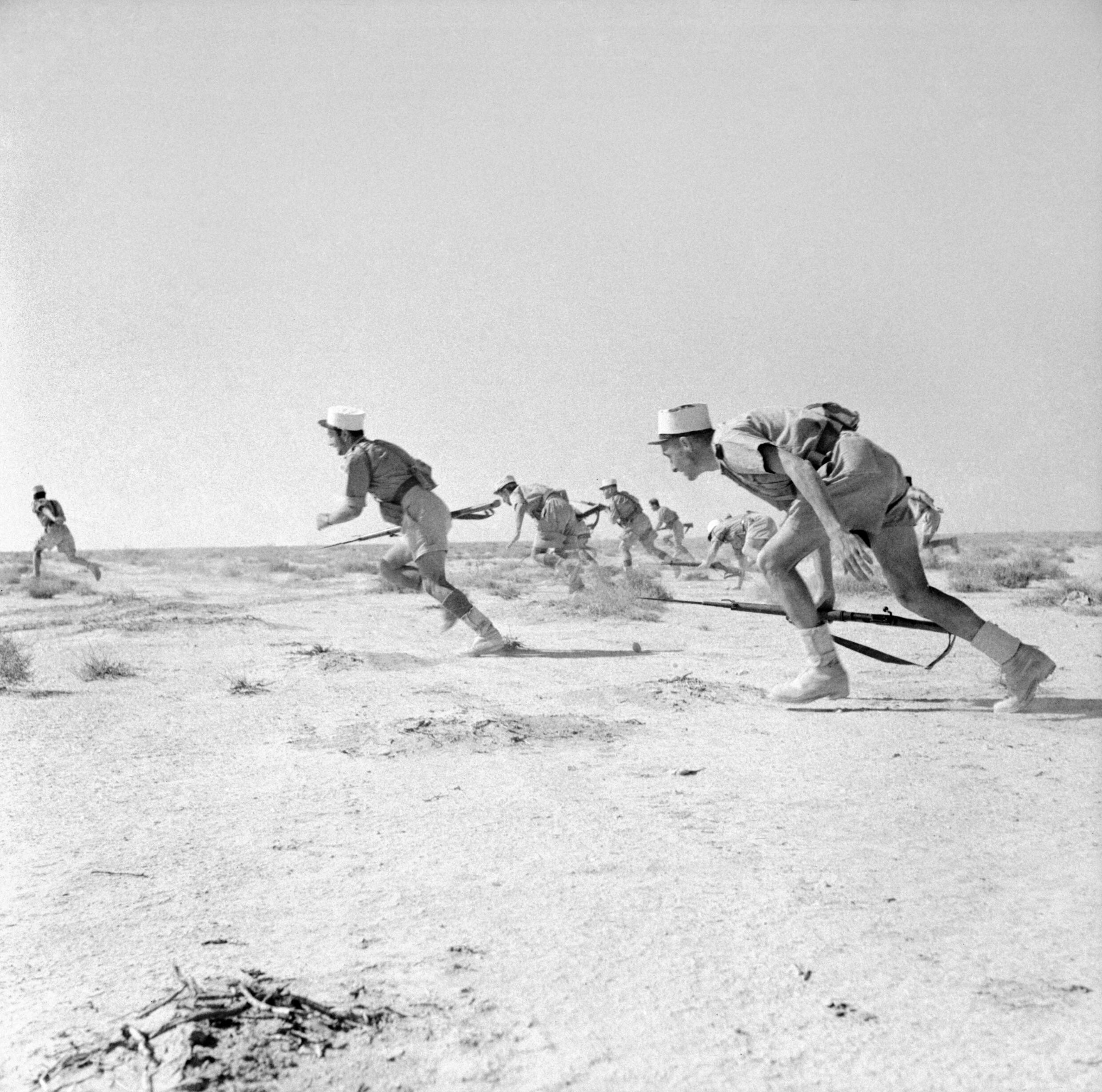
Legionari francesi della Francia libera nella battaglia di Bir Hacheim (1942)

Dopo il 1945, nonostante gli enormi sforzi compiuti nella prima guerra d'Indocina del 1945-1954 e nella guerra d'Algeria del 1954-1962, entrambe le terre alla fine abbandonarono il controllo francese. Le unità francesi rimasero in Germania dopo il 1945, formando le forze francesi in Germania. La 5ª Divisione corazzata rimase in Germania dopo il 1945, mentre la 1ª e la 3ª Divisione corazzata vennero stanziate in Germania nel 1951. Tuttavia le formazioni assegnate alla NATO vennero ritirate per combattere in Algeria; la 5ª Divisione corazzata venne ritirata nel 1956. Dal 1948 al 1966, molte unità dell'esercito francese caddero sotto la struttura di comando militare integrata della NATO. Il comandante in capo dell'Allied Forces Central Europe era un ufficiale dell'esercito francese e molti francesi occupavano posizioni chiave nello staff della NATO. Mentre il Trattato di Parigi aveva fissato un limite superiore di 14 divisioni francesi impegnate nella NATO, il totale non superò le sei divisioni durante la guerra dell'Indocina e durante la guerra algerina il totale è sceso a due divisioni.
L'esercito creò due divisioni di paracadutisti nel 1956, la 10ª Divisione paracadutisti sotto il comando del generale Jacques Massu e la 25ª Divisione paracadutisti sotto il comando del generale Sauvagnac. Dopo il putsch d'Algeri, le due divisioni, con l'11ª Divisione fanteria, vennero fuse in una nuova divisione leggera d'intervento, l'11ª Divisione leggera d'intervento, il 1º maggio 1961.

### La decolonizzazione

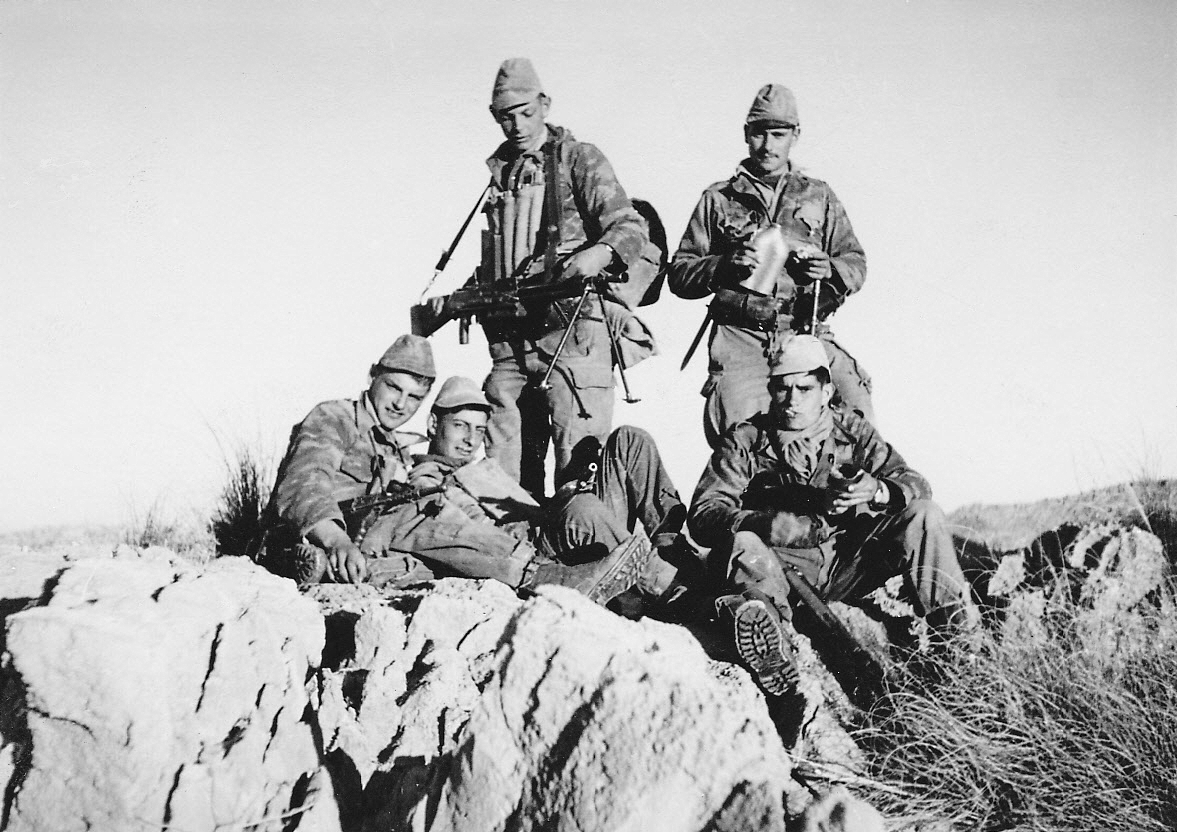
Soldati del 4º reggimento zuavi durante la guerra d'Algeria

Alla fine della seconda guerra mondiale la Francia si trovò immediatamente di fronte agli inizi del movimento di decolonizzazione. L'esercito francese, che dal 1830 impiegava spahis e tirailleurs indigeni nordafricani in quasi tutte le sue campagne, era la forza principale in opposizione alla decolonizzazione, che veniva percepita come un'umiliazione. In Algeria l'esercito represse una forte rivolta dentro e intorno a Sétif nel maggio del 1945 con un forte incendio: le cifre delle morti algerine variano tra i 45.000 morti, come dichiarato all'epoca da Radio Cairo e la cifra ufficiale francese di 1.020 morti.
L'esercito considerava il mantenimento del controllo dell'Algeria come una priorità assoluta. In quel momento si erano stabiliti un milione di coloni francesi, insieme a una popolazione indigena di nove milioni. Quando decise che i politici stavano per venderlo e dare l'indipendenza all'Algeria, l'esercito progettò un colpo di Stato militare che avrebbe rovesciato il governo civile e riportato il generale de Gaulle al potere nella crisi di maggio del 1958. De Gaulle, tuttavia, riconobbe che l'Algeria era un peso morto e doveva essere liberata. Quattro generali in pensione lanciarono quindi il putsch d'Algeri del 1961 contro lo stesso De Gaulle, ma fallirono. Dopo 400.000 morti, l'Algeria divenne finalmente indipendente. Centinaia di migliaia di harkis, musulmani fedeli a Parigi, andarono in esilio in Francia, dove loro, i loro figli e i loro nipoti rimangono nei scarsamente assimilati sobborghi delle banlieue.
L'esercito represse la rivolta malgascia in Madagascar nel 1947. Ufficiali francesi stimarono il numero di malgasci uccisi da un minimo di 11.000 a una stima dell'esercito francese di 89.000 morti.

### La guerra fredda
Durante la guerra fredda, l'esercito francese, sebbene non facesse parte della struttura di comando militare della NATO, progettò la difesa dell'Europa occidentale. Nel 1977 l'esercito francese passò da divisioni multi-brigata a divisioni più piccole di circa quattro-cinque battaglioni/reggimenti ciascuna. Dall'inizio degli anni '70, il II Corpo d'armata era di stanza nella Germania meridionale e costituì effettivamente una riserva per il Gruppo d'Armate Centrale della NATO. Negli anni '80, il quartier generale del III Corpo d'armata venne trasferito a Lilla e la pianificazione iniziò a essere utilizzata a sostegno del Gruppo d'Armate Settentrionale della NATO. La Forza d'Azione Rapida di cinque divisioni leggere, incluse la nuova 4ª Divisione Aeromobile e la 6ª Divisione corazzata leggera, era anche intesa come una forza di rinforzo della NATO. Inoltre, la 152ª Divisione fanteria venne mantenuta a guardia della base missilistica balistica intercontinentale S3 sul Plateau d'Albion.
Negli anni '70-'80, vennero pianificate due divisioni corazzate leggere da parte dell'accademia di stato maggiore (la 12ª e la 14ª). La 12ª Divisione corazzata leggera (12 DLB) doveva avere il suo quartier generale formato sulla base dello stato maggiore della Scuola d'Addestramento dell'Arma corazzata e dell'Arma di cavalleria (acronimo francese EAABC) a Saumur.
Alla fine degli anni '70 venne fatto un tentativo di formare 14 divisioni di fanteria leggera di riserva, ma questo piano, che includeva la ricreazione della 109ª Divisione fanteria, era troppo ambizioso. Le divisioni pianificate includevano la 102ª, 104ª, 107ª, 108ª, 109ª, 110ª, 111ª, 112ª, 114ª, 115ª e 127ª Divisione fanteria. Dal giugno 1984, la riserva dell'esercito francese era composta da 22 divisioni militari, che amministravano tutte le unità di riserva in una determinata area, sette brigate di zona di difesa, 22 reggimenti interarmees divisionnaires e la 152ª divisione di fanteria, che difendeva i siti di lancio ICBM. Il piano venne attuato a partire dal 1985 e vennero create brigades de zone, come la 107ª Brigata di zona. Ma con la messa in atto del piano "Réserves 2000", le brigate di zona vennero finalmente sciolte a metà del 1993.

### Dopo la guerra fredda

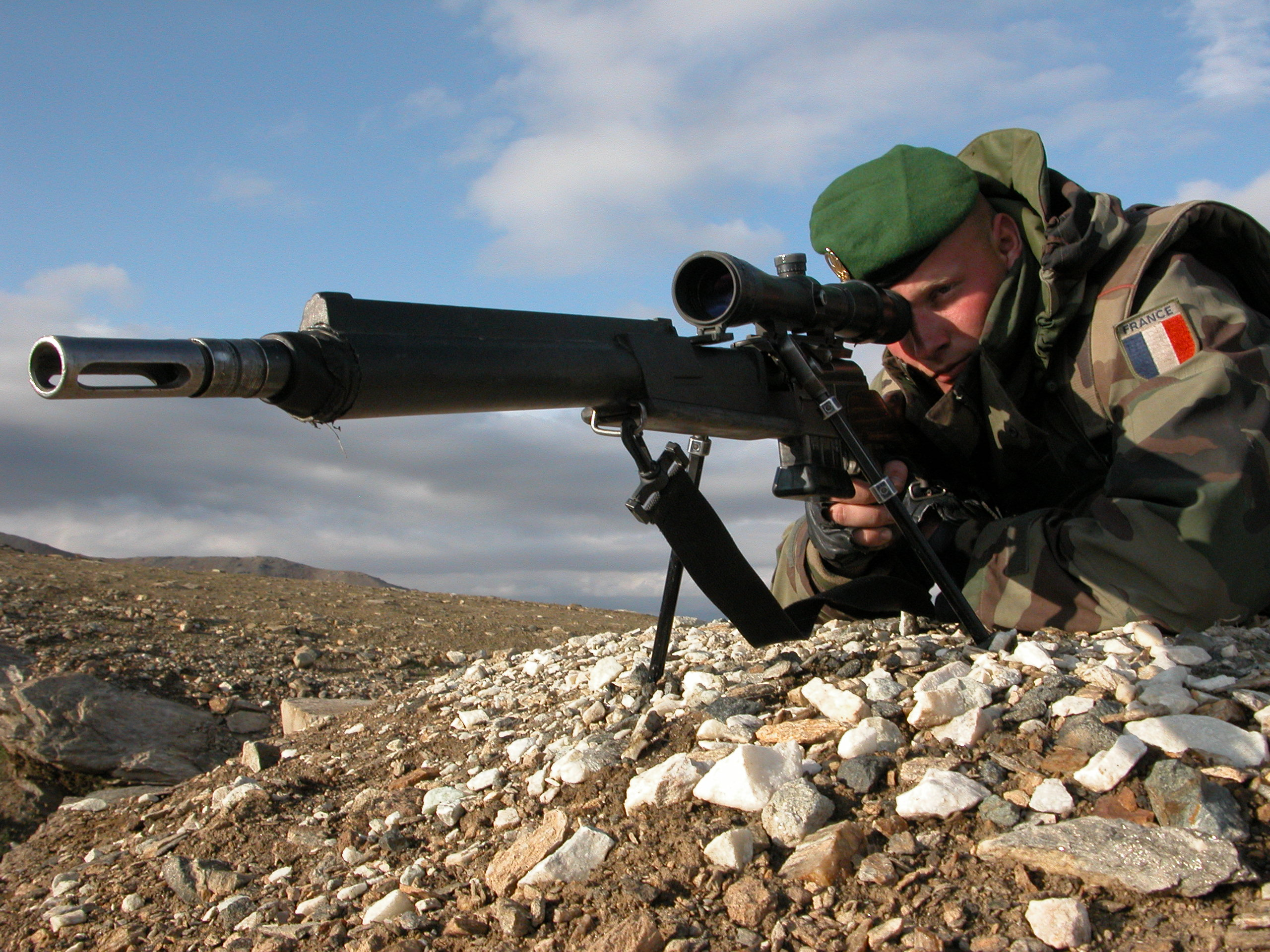
Un soldato francese in Afghanistan

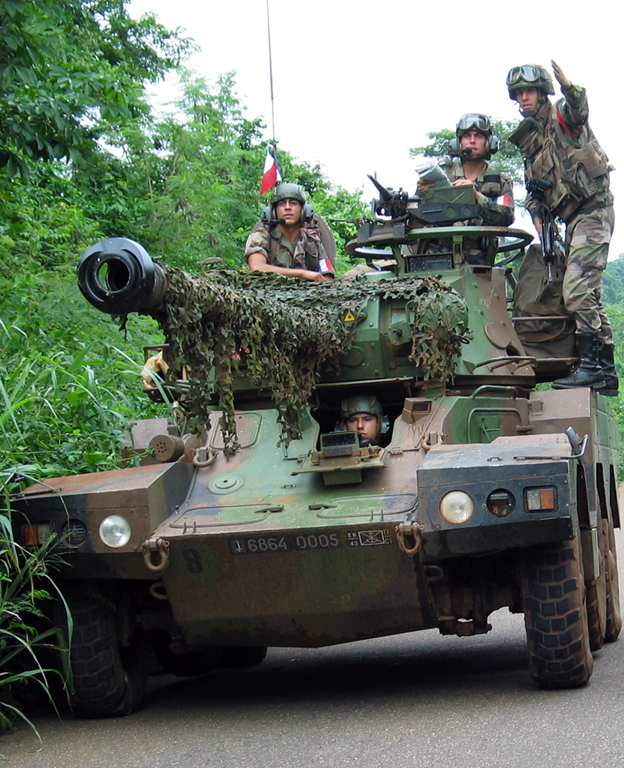
Un ERC 90 Sagaie del 1º Reggimento ussari paracadutisti in Costa d'Avorio nel 2003

Il I Corpo d'armata venne sciolto il 1º luglio 1990.
Nel febbraio 1996 il Presidente della Repubblica decise di passare a una forza di servizio professionale e, come parte delle modifiche che ne derivarono, nel 1997 vennero sciolti dieci reggimenti. Le brigate di supporto specializzate vennero trasferite il 1º luglio 1997 a Lunéville per le comunicazioni, Haguenau (la brigata di artiglieria) e Strasburgo (Genio). La 2ª Divisione corazzata lasciò Versailles il 1º settembre 1997 e venne installata a Châlons-en-Champagne al posto della sciolta 10ª Divisione corazzata. Il 5 marzo 1998, in vista delle adozioni strutturali in corso dell'esercito francese, il ministro della difesa decise di sciogliere il III Corpo d'armata e lo scioglimento divenne effettivo il 1º luglio 1998. Il quartier generale passò alla sede centrale del Commandement de la force d'action terrestre (CFAT) (Comando della forza d'azione terrestre).
Alla fine degli anni '90, durante il processo di professionalizzazione, i numeri scesero dai 236.000 (132.000 coscritti) del 1996 a circa 140.000 soldati. Nel giugno 1999, la forza dell'esercito era scesa a 186.000 soldati, tra cui circa 70.000 coscritti. 38 del 129 reggimenti erano previsti per essere ritirati a partire dal 1997-99. Le nove "piccole" divisioni della struttura precedente e le varie brigate separate di supporto di combattimento e di combattimento vennero sostituite da nove brigate di combattimento e quattro di supporto. Anche la Forza d'Azione Rapida, un corpo d'armata di cinque piccole divisioni d'intervento rapido formate nel 1983, venne sciolta, sebbene molte delle sue divisioni fossero sotto-subordinate.

### La guerra al terrorismo
L'Opération Sentinelle è un'operazione militare francese con 10.000 soldati e 4.700 poliziotti e gendarmi schierati dopo gli attentati dell'Île-de-France del gennaio 2015, con l'obiettivo di proteggere i "punti" sensibili del territorio dal terrorismo. È stata rinforzata durante gli attentati di Parigi del 13 novembre 2015 e faceva parte di uno stato di emergenza in Francia a causa delle continue minacce ed attacchi terroristici.

## Struttura ed organizzazione dell'armée de terre
L'organizzazione dell'esercito è fissata dal Capitolo II del Titolo II del Libro II della terza parte del Codice di difesa, che ha comportato in particolare la codificazione del decreto 2000-559 del 21 giugno 2000.
Ai sensi dell'articolo R.3222-3 del Codice di difesa, l'esercito comprende:
- Il Capo di Stato Maggiore dell'esercito (Chef d'état-major de l'armée de terre (CEMAT)).
- Lo stato maggiore (l'état-major de l'Armée de terre or EMAT), che fornisce la direzione generale e la gestione di tutti i componenti;
- L'Ispettorato dell'esercitp (l'inspection de l'Armée de terre);
- La Direzione Risorse Umane dell'esercito (la direction des ressources humaines de l'Armée de terre or DRHAT);
- Le forze;
- Un'organizzazione territoriale (sette regioni, vedi sotto)
- I servizi;
- L'addestramento del personale e gli organismi militari di addestramento superiore.

L'esercito francese è stato riorganizzato nel 2016. La nuova organizzazione è composta da due divisioni combinate (che trasportano l'eredità della 1ª e della 3ª Divisione corazzata) e ciascuna di esse ha dato tre brigate di combattimento da gestire. C'è anche la Brigata franco-tedesca. La 4ª Brigata Aeromobile è stata riformata per dirigere i tre reggimenti di elicotteri da combattimento. Esistono anche diversi comandi specializzati a livello di divisione (niveau divisionnaire) tra cui Intelligence, Sistemi d'informazione e comunicazione, Manutenzione, Logistica, Forze speciali, Aviazione leggera dell'esercito, Legione straniera, Territorio nazionale, Addestramento.

### Armi dell'esercito francese
L'esercito è diviso in armi (armes). Esse includono la Fanteria (che comprende i Chasseurs Alpins, fanteria da montagna specializzata, e le Troupes de Marine, eredi delle truppe coloniali e truppe anfibie specializzate), l'Arma di cavalleria corazzata (Arme Blindée Cavalerie), l'Artiglieria, l'Arma del Genio (l'arme du génie), l'Equipaggiamento (Matériel), la Logistica (Train) e le Comunicazioni (Trasmissions). All'interno di una brigata specializzata come l'11ª Brigata paracadutisti, diverse armi saranno rappresentate all'interno delle sue unità di paracadutisti.
La Légion étrangère (Legione straniera francese) venne istituita nel 1831 per i cittadini stranieri disposti a prestare servizio nelle forze armate francesi. La Legione è comandata da ufficiali francesi. È un'unità militare d'élite che conta circa 7.000 soldati. La Legione ha ottenuto il riconoscimento mondiale per il suo servizio, più recentemente nell'Operazione Enduring Freedom in Afghanistan sin dal 2001. Non è rigorosamente un Arme ma un particulier di comando, i cui reggimenti appartengono a diverse armi, in particolare alla fanteria e all'arma del Genio.
Le Troupes de marine sono le ex truppe coloniali dell'Armée de terre. Sono le unità di prima scelta per l'impiego all'estero e reclutano su questa base. Sono composti da Fanteria di Marina (Infanterie de Marine) (che comprende reggimenti paracadutisti come il 1er RPIMa e un'unità di carri armati, il RICM) e dall'Artiglieria di Marina (Artillerie de Marine).
L'Aviation légère de l'Armée de terre (ALAT, che si traduce in Aviazione Leggera dell'esercito), venne istituita il 22 novembre 1954 per l'osservazione, la ricognizione, gli assalti ed il rifornimento. Gestisce numerosi elicotteri a supporto dell'esercito francese, il suo elicottero d'attacco principale è l'Eurocopter Tiger, di cui sono stati ordinati 80 esemplari. È un Arme con un commandement particulier.

### Servizi amministrativi
Dal lato amministrativo, ora non ci sono più di una direzione e due servizi.
La Direzione Risorse Umane dell'esercito (DRHAT) gestisce le risorse umane (militari e civili) dell'esercito e l'addestramento.
I due servizi sono il servizio di equipaggiamento terrestre e la struttura integrata di manutenzione operativa dei materiali terrestri (SIMMT, ex DCMAT). Questo servizio orientato congiuntamente è responsabile del supporto della gestione del progetto per tutte le attrezzature terrestri dell'esercito francese. L'equipaggiamento operativo tenuto dall'esercito è controllato dal Service de maintenance industrielle terrestre (SMITer).
Storicamente c'erano altri servizi dell'esercito che erano tutti raggruppati insieme alle loro controparti in altri componenti per formare agenzie congiunte al servizio di tutte le forze armate francesi.
Dopo il servizio sanitario e il servizio delle specie, sostituiti rispettivamente dal servizio sanitario di difesa francese e dal servizio di alimentazione militare, negli ultimi anni sono scomparsi altri servizi:
- Nel 2005 il servizio storico dell'esercito (SHAT) divenne il dipartimento "terrestre" del Servizio storico della difesa (Service historique de la défense);
- Nel settembre 2005, la Direzione centrale del Genio (Direction centrale du génie, DCG) venne fusa con le sue controparti nell'aeronautica e nella marina per formare la Direzione centrale dell'infrastruttura della difesa (Direction centrale du service d'infrastructure de la défense);
- Il 1 ° gennaio 2006, la Direzione centrale delle telecomunicazioni e dell'informatica (DCTEI) venne incorporata nella direzione centrale della Direzione congiunta delle reti delle infrastrutture e dei sistemi d'informazione (DIRISI);

Il Commissariato dell'Esercito venne sciolto il 31 dicembre 2009 ed integrato nel servizio congiunto del Service du commissariat des armées.
C'è l'Ordinariato militare che fornisce assistenza pastorale ai membri cattolici dell'esercito. È diretto da Luc Ravel e ha sede a Les Invalides.

### Regioni militari
Per molti anni furono attive fino a 19 regioni militari. Nel 1905 la forza delle Troupes coloniales di stanza nei 19 distretti militari della Francia metropolitana venne riportata essere di 2.123 ufficiali e 26.581 soldati.
Nel 1946, dopo la seconda guerra mondiale, vennero create o ricreate dieci regioni militari, in base a un decreto del 18 febbraio 1946. La 10ª regione militare supervisionò l'Algeria francese durante la guerra d'Algeria.
La Défense opérationnelle du territoire supervisionò la riserva e le attività di difesa nazionale dal 1959 agli anni '70. Tuttavia, negli anni '80 il numero era stato ridotto a sei: la 1ª regione militare con sede a Parigi, la 2ª regione militare a Lille, la 3ª regione militare a Rennes, la 4ª regione militare a Bordeaux, la 5ª a Lione e la 6ª a Metz. Ciascuna gestiva fino a cinque division militaire territoriale - sottodivisioni amministrative militari, nel 1984 gestendo a volte fino a tre reggimenti di riserva ciascuna. Oggi, nell'ultima profonda riforma del settore della sicurezza e della difesa francese, vi sono sette zone di difesa e sicurezza, ciascuna con una regione dell'esercito territoriale: Parigi (o Île-de-France, quartier generale a Parigi), Nord (quartier generale a Lille), Ouest (quartier generale a Rennes), Sud-Ouest (quartier generale a Bordeaux), Sud (quartier generale a Marsiglia), Sud-Est (quartier generale a Lione), Est (quartier generale a Strasburgo).

## Personale
| Forza del personale dell'Armée de Terre (2015) |        |
| Categoria                                      | Forza  |
| Ufficiali                                      | 13.800 |
| Sottufficiali                                  | 37.600 |
| EVAT                                           | 57.300 |
| VDAT                                           | 671    |
| Impiegati civili                               | 8.100  |
| Fonte:                                         |        |

### Soldati
Esistono due tipi di arruolamento per i soldati dell'esercito francese:
- Volontaire de l’armée de terre (VDAT) (Volontario dell'esercito), un anno di ferma, rinnovabile.
- Engagé volontaire de l’armée de terre (EVAT) (Volontario delle forze armate), tre o cinque anni di ferma, rinnovabile.

### Sottufficiali
I sottufficiali prestano servizio con ferme permanenti o eccezionalmente con ferme rinnovabili di cinque anni. I candidati sottufficiali sono o EVAT o civili ad ingresso diretto. È richiesto un diploma di scuola superiore che dia accesso all'università. L'École Nationale des Sous-Officiers d´Active (ENSOA), scuola elementare sottufficiali di 8 mesi, è seguita dalla scuola di combattimento da 4 a 36 settimane a seconda della specialità professionale. Un numero limitato di candidati sottufficiali viene addestrato presso l'Ecole Militaire de Haute Montagne (EMHM) (Scuola Militare d'Alta Montagna). I sottufficiali con il certificato Brevet supérieur de technicien de l’armée de Terre (BSTAT) possono servire come comandanti di plotone.

### Ufficiali
Ufficiali di carriera
Gli ufficiali di carriera prestano servizio a tempo indeterminato.
- Gli allievi con ingresso diretto con due anni di Classe préparatoire aux grandes écoles o una laurea triennale trascorrono tre anni all'École spéciale militaire de Saint-Cyr (ESM) e si diplomano come tenenti.
- Gli allievi con ingresso diretto con un master trascorrono un anno presso l'ESM e si diplomano come tenenti.
- I sottufficiali con tre anni nell'esercito trascorrono due anni all'École militaire interarmes e si diplomano come tenenti. Il 50% degli ufficiali nell'esercito francese sono ex sottufficiali.

Ufficiali a contratto
Gli ufficiali a contratto prestano servizio con ferme rinnovabili per un massimo di 20 anni di servizio. È richiesto un diploma di laurea. Esistono due diversi programmi, ufficiali da combattimento e ufficiali specializzati. Gli ufficiali di entrambi i programmi si diplomano come sottotenenti e possono raggiungere il grado di tenente colonnello. Gli ufficiali da combattimento trascorrono otto mesi presso l'ESM, seguiti da un anno in una scuola di combattimento. Gli ufficiali specializzati trascorrono tre mesi presso l'ESM, seguiti da un anno di formazione professionale in un'area di specializzazione determinata dal tipo di laurea posseduto.
Donne
Le donne civili vennero assunte dall'esercito francese durante la prima guerra mondiale, aprendole così nuove opportunità, forzando una ridefinizione dell'identità militare e rivelando la forza dell'anti-repubblicanesimo all'interno dell'esercito. Gli ufficiali degli anni '20 accettarono le donne come parte della loro istituzione.

## Equipaggiamento

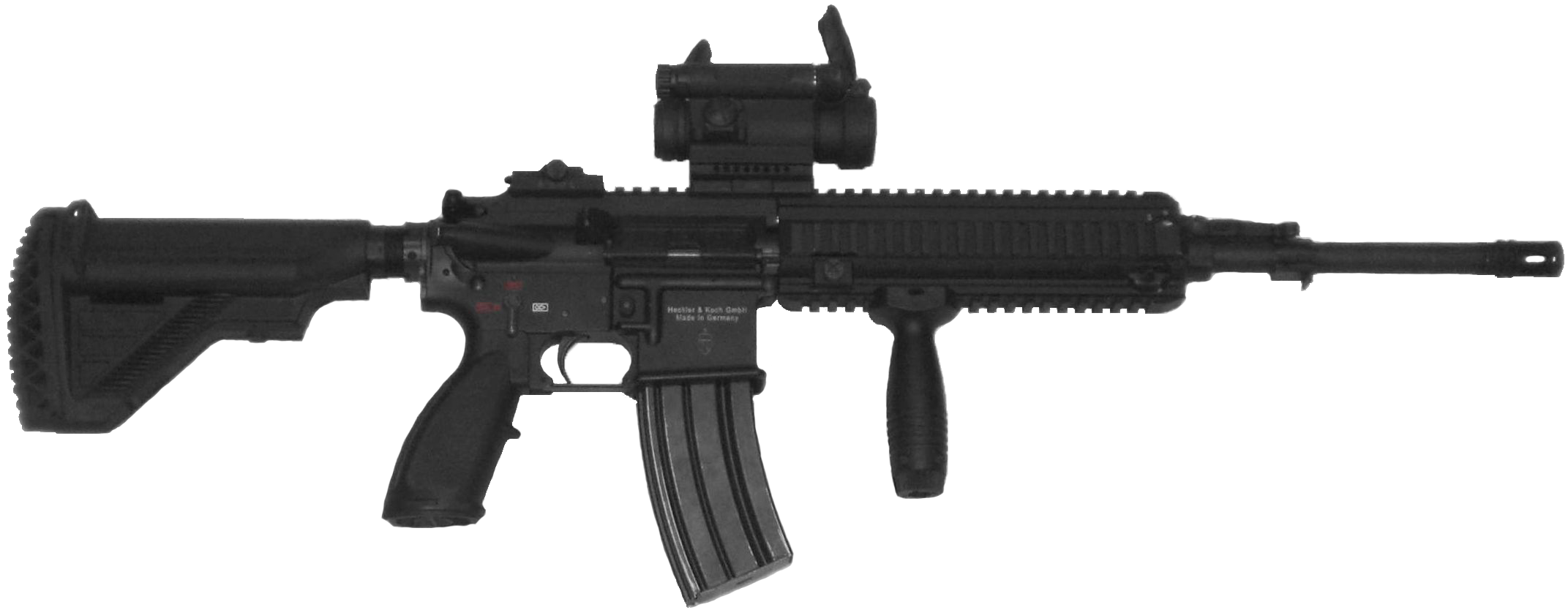
Il HK416F è il nuovo fucile d'ordinanza delle forze armate francesi.
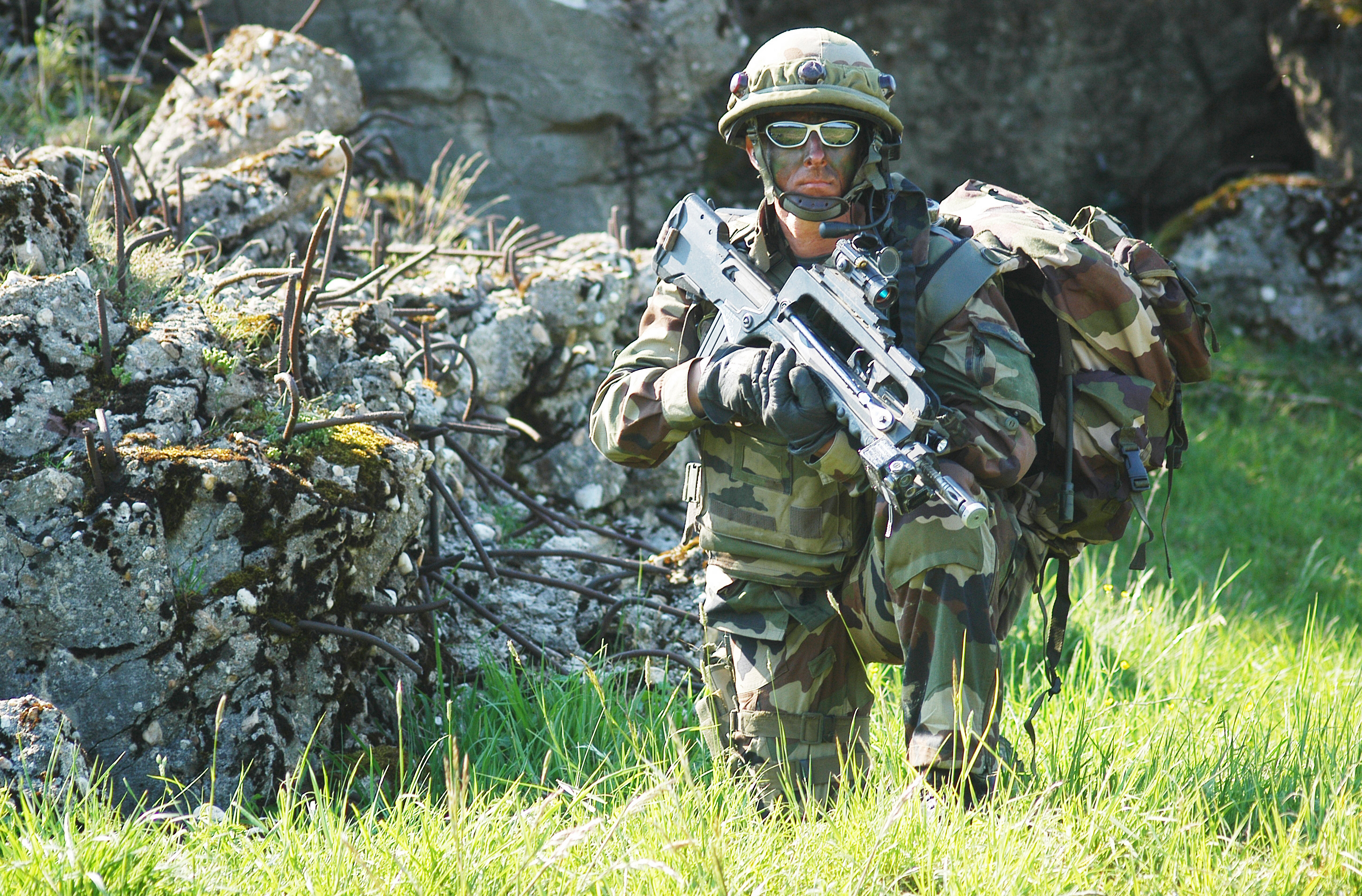
Soldato francese armato di FÉLIN
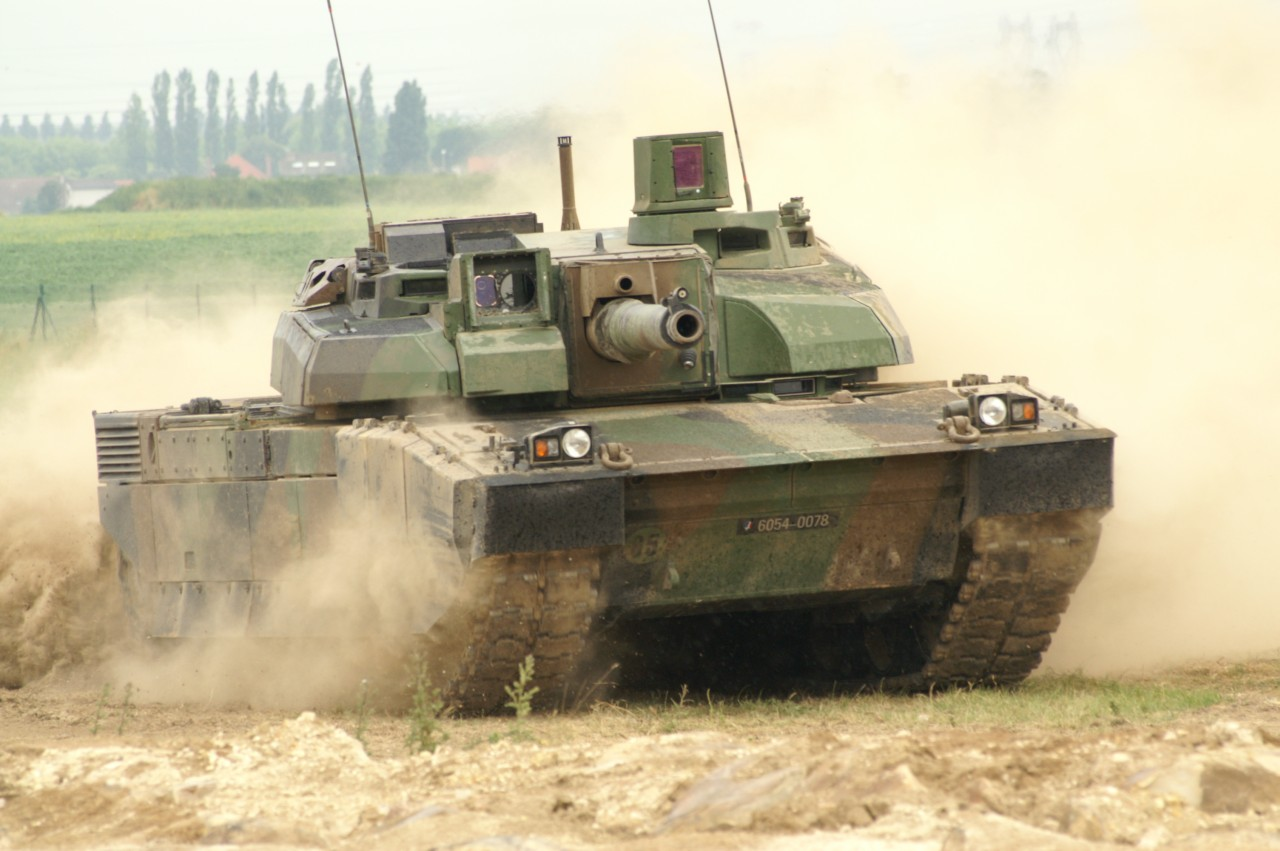
Carro armato da combattimento Leclerc
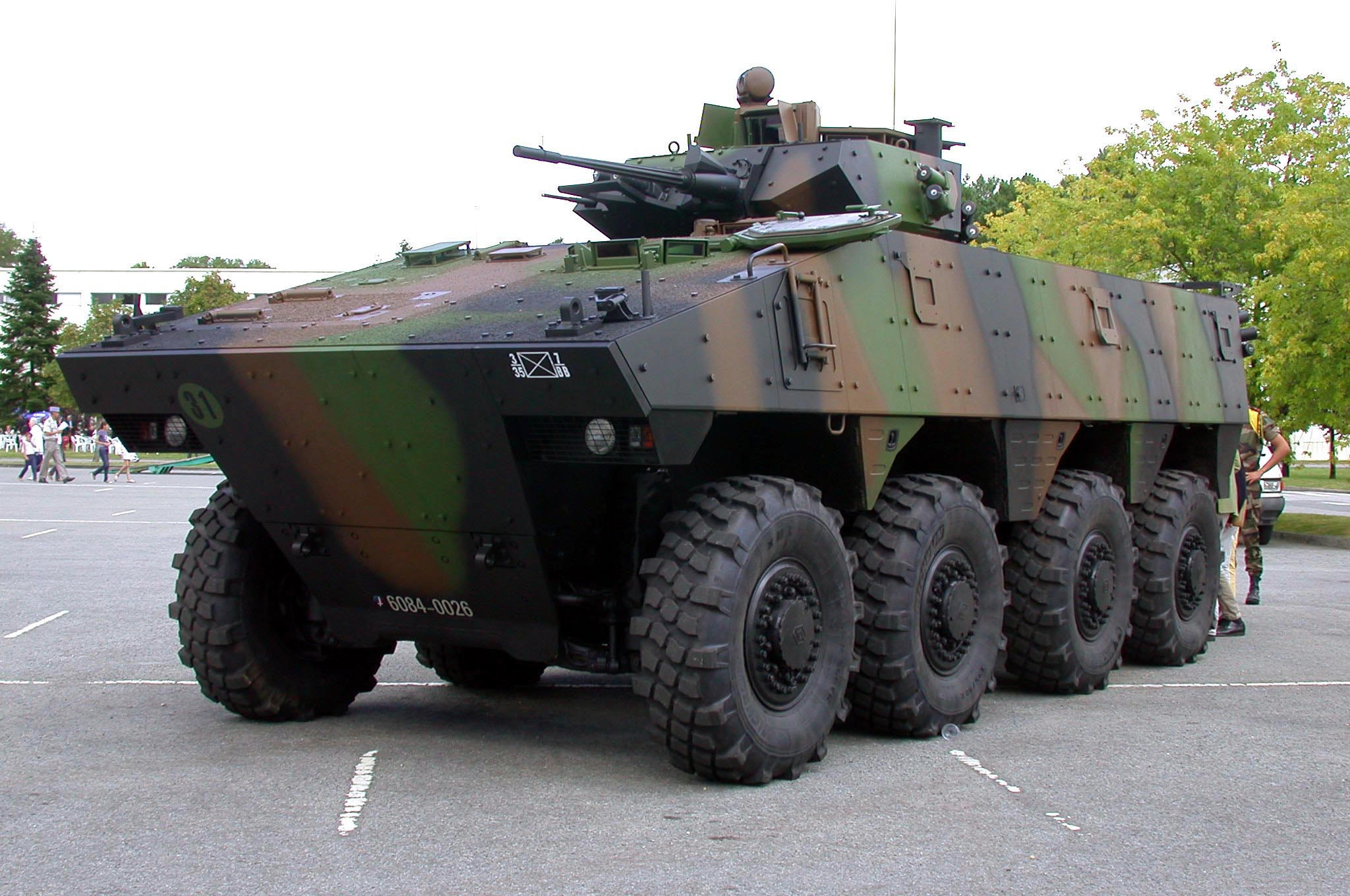
Un Véhicule blindé de combat d'infanterie in mostra
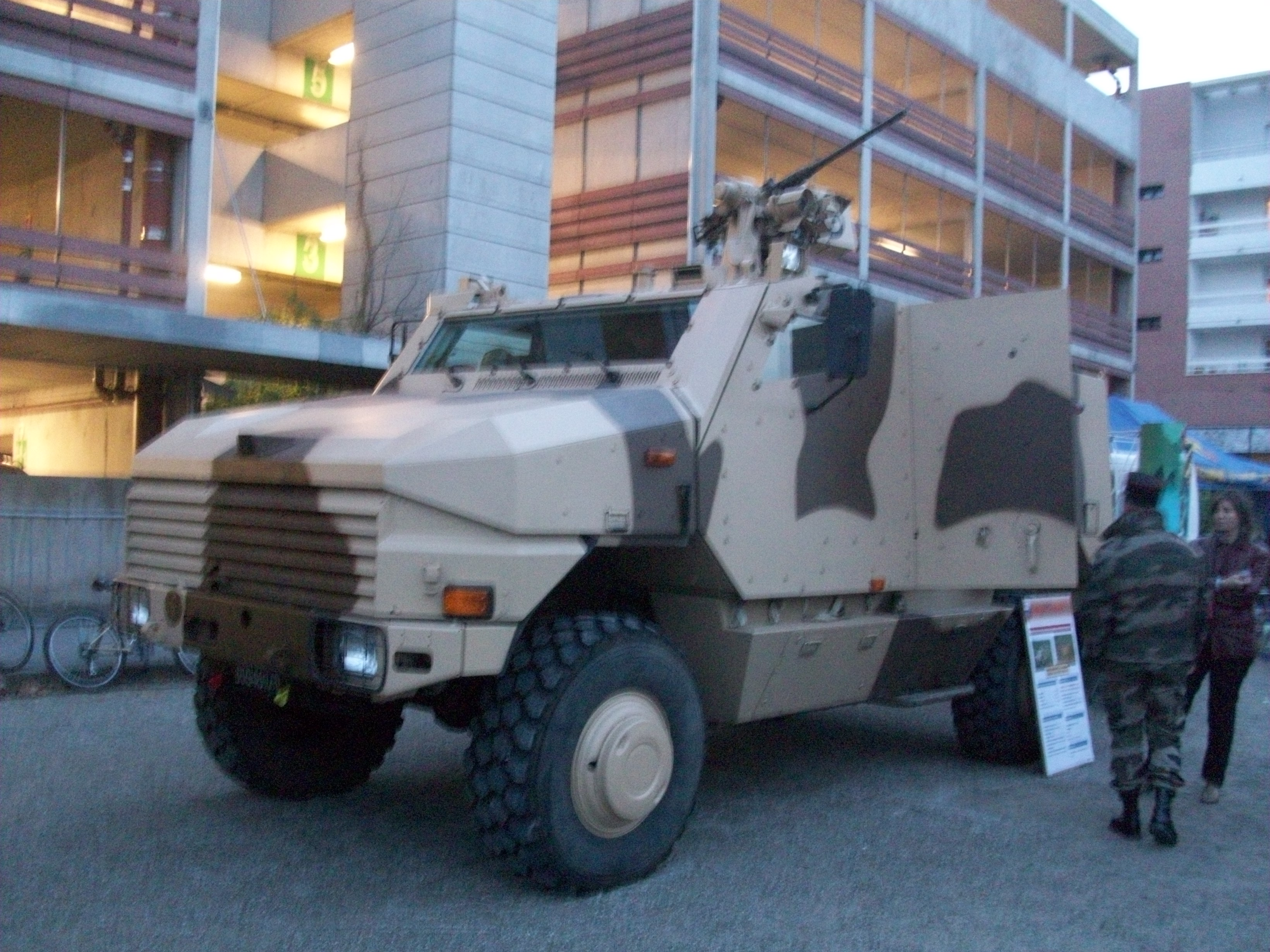
Veicolo trasporto truppe Aravis
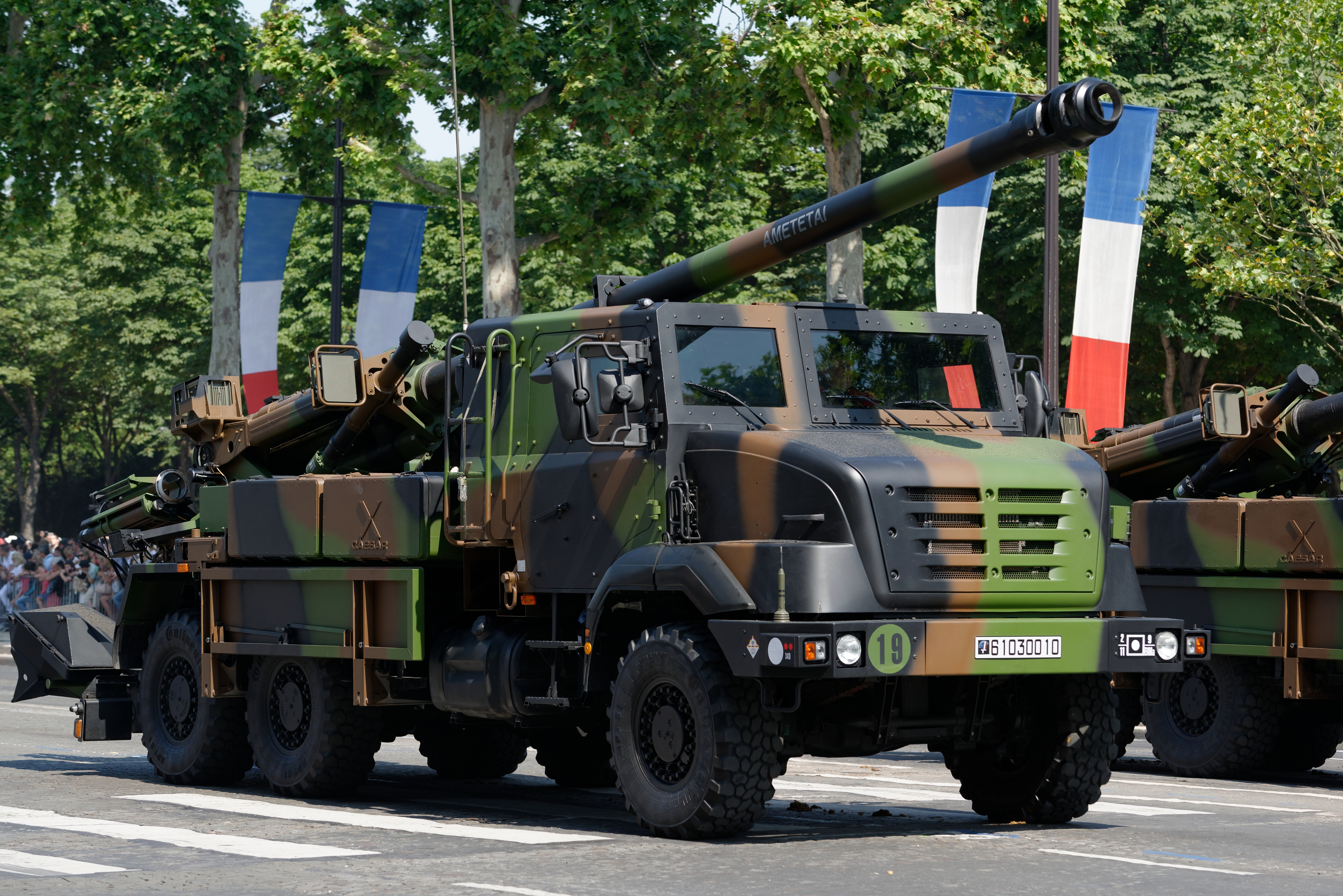
Semovente d'artiglieria da 155 mm CAESAR
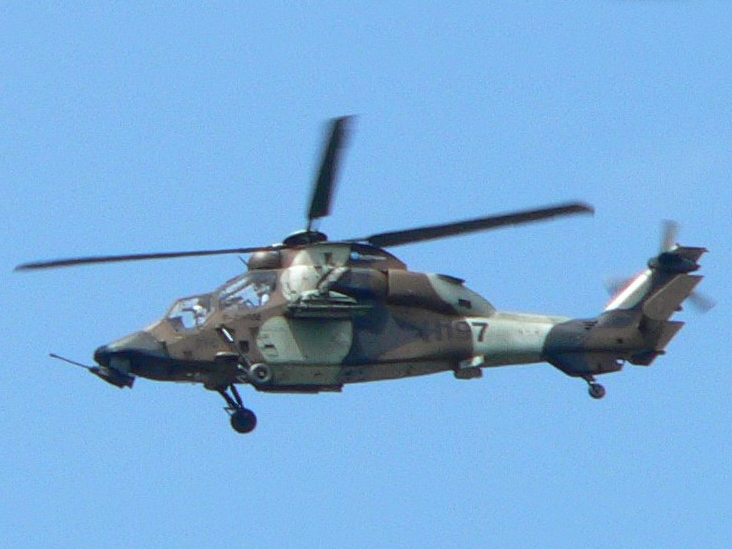
Elicottero d'attacco Eurocopter Tiger

## Uniforme

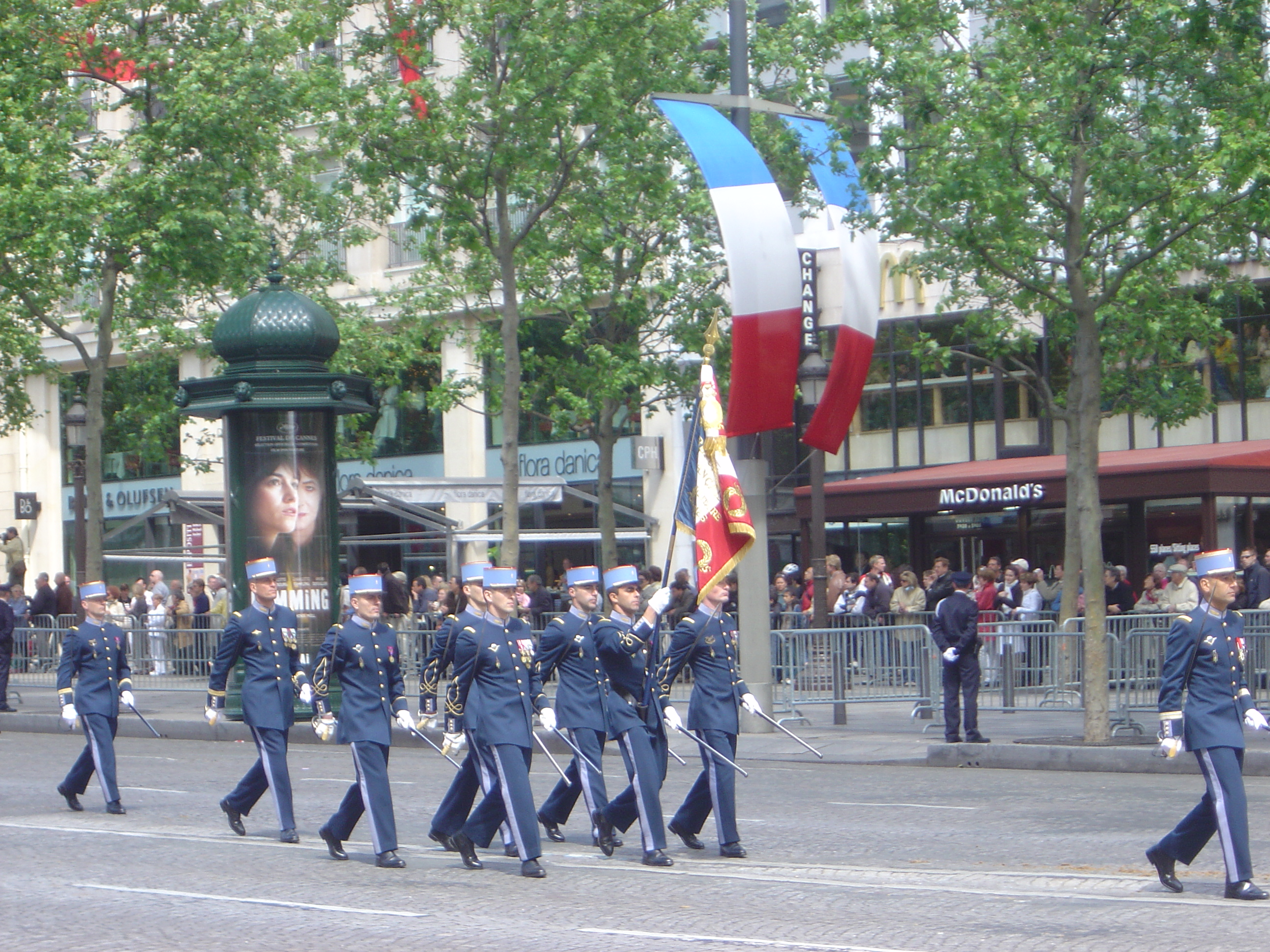
Parata cerimoniale per la commemorazione dell'8 maggio 1945

Negli anni '70, la Francia adottò un'uniforme beige chiaro che veniva indossata con chepì, fasce, controspalline, fourragères colorati con frange ed altri oggetti tradizionali in appropriate occasioni. L'abito da parata più comunemente indossato, tuttavia, è costituito da uniformi mimetiche indossate con gli articoli sopra menzionati. Il motivo mimetico, ufficialmente chiamato Centre Europe (CE), attinge molto alla colorazione incorporata nel design M81 woodland degli Stati Uniti, ma con una striscia più spessa e pesante. Una versione desertica chiamata Daguet è stata indossata sin dalla guerra del Golfo e consiste in ampie aree irregolari di marrone castagna e grigio chiaro su una base color cachi sabbia.
I legionari della Legione straniera francese indossano chepì bianchi, fasce blu e spalline verdi e rosse come uniforme da cerimonia, mentre le Troupes de marine indossano chepì blu e rossi e spalline gialle. I pionieri della Legione Straniera francese indossano l'uniforme di base del legionario ma con grembiuli e guanti di pelle. Gli Chasseurs Alpins indossano un grande berretto, noto come la "tarte" (la torta) con abiti da montagna blu scuro o bianchi. Gli Spahi conservano il lungo mantello bianco o "burnus" dell'origine del reggimento come cavalleria nordafricana.
I gendarmi della Guardia repubblicana conservano le loro uniformi di fine Ottocento, così come i cadetti militari di Saint-Cyr e dell'École polytechnique. Un abito da sera blu scuro/nero è autorizzato per gli ufficiali e singole branche o reggimenti possono sfilare bande o "fanfare" in abiti storici risalenti al periodo napoleonico.